# 중샤오신성역
중샤오신성역(중국어 정체자: 忠孝新生站, 한어 병음: Zhōngxiào Xīnshēng Zhàn, 웨이드-자일스: Chung1hsiao4 Hsin1sheng1 Chan4, 한자음: 충효신생참)은 타이베이시 다안 구에 있는 타이베이 첩운 중허신루선과 타이베이 첩운 반난선 지선의 환승역이다.

## 이름
역은 충효동로와 신생남로의 교차로에 있어요. 역명은 소재지 거리명에서 따온 것.

## 구조

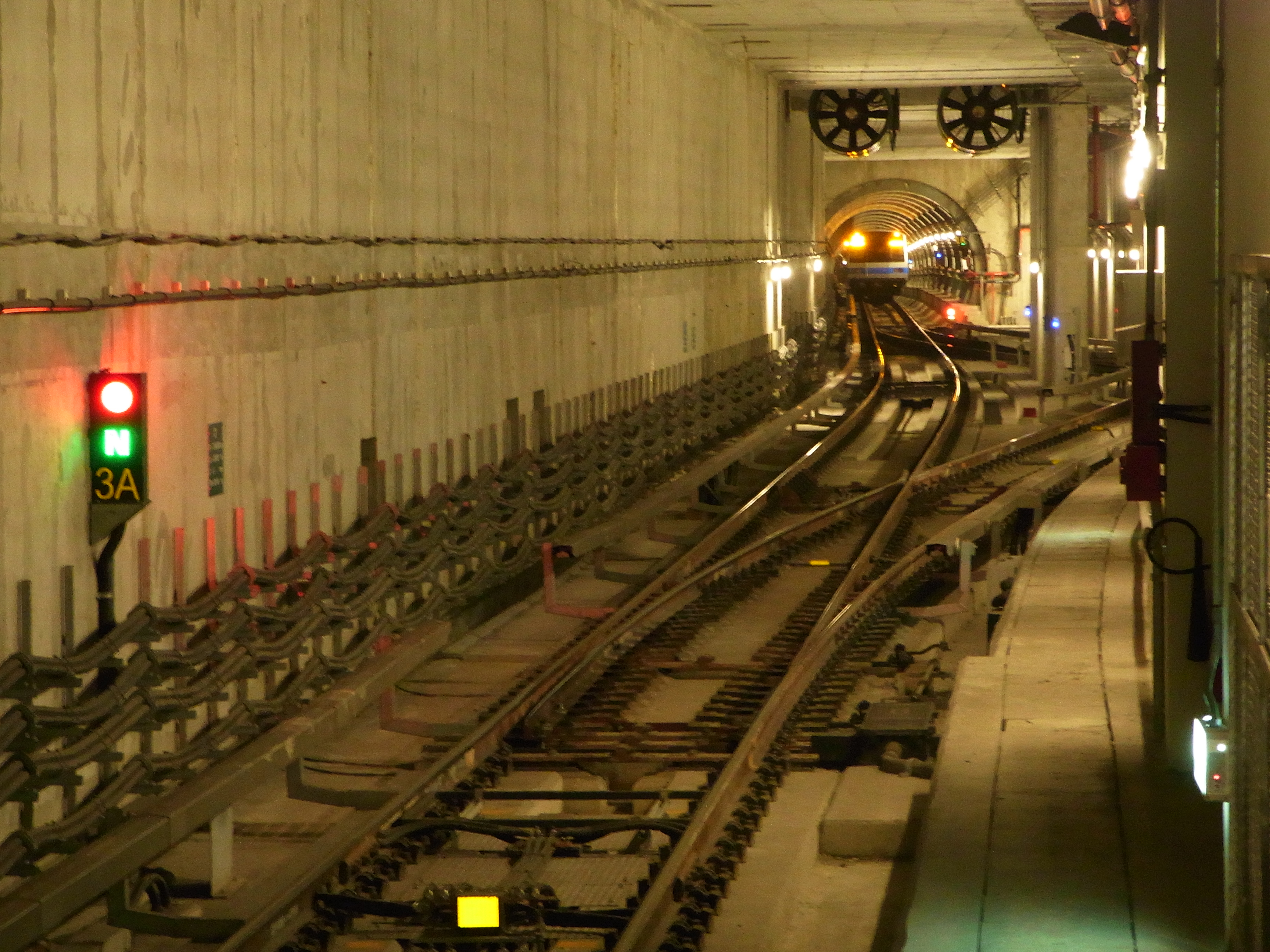
신좡선의 흥도선

| 지면     | 출입구                                                      | 출입구                                                  |
| 지하 1층 |                                                             | 역 홀, 문의종심                                         |
| 지하 1층 | 화장실（유료 존 에서）, 시먼 지하길, 7-ELEVEn（유료 존 외） |                                                         |
| 지하 2층 | 1호 프랫폼                                                  | ←타이베이 첩운 반난선 난강전람관방면（중샤오푸싱）      |
| 지하 2층 | 섬식 승강장                                                 |                                                         |
| 지하 2층 | 2호 프랫폼                                                  | 타이베이 첩운 반난선 딩푸/야둥병원방면（산다오쓰）→     |
| 지하 3층 | 3호 프랫폼                                                  | ←타이베이 첩운 중허신루선 루저우/후이룽방면（쑹장난징） |
| 지하 3층 | 섬식 승강장                                                 |                                                         |
| 지하 3층 | 4호 프랫폼                                                  | 타이베이 첩운 중허신루선 난스자오방면（둥먼）→          |

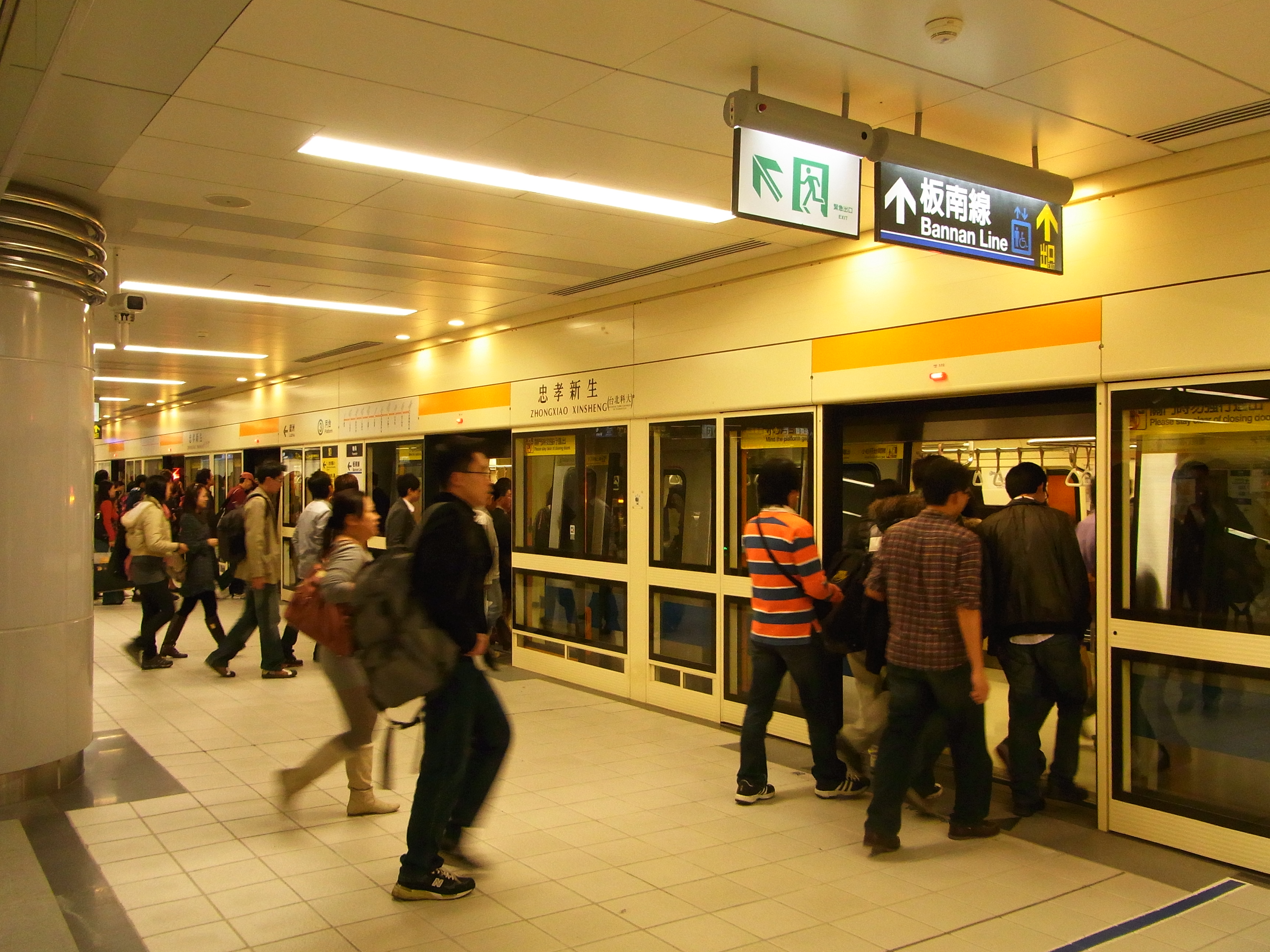
3호 프랫폼(루저우/후이룽방면)
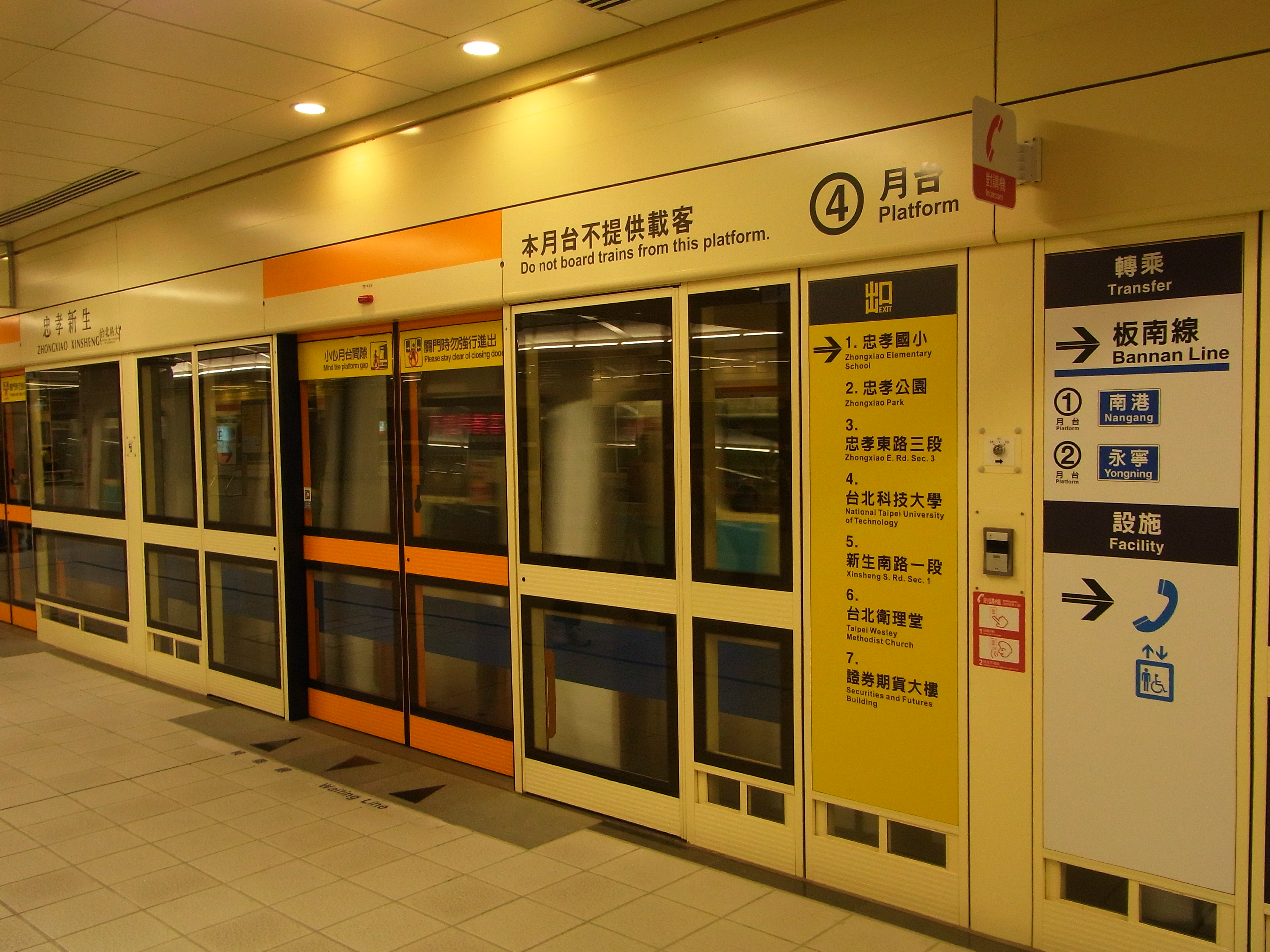
신좡선, 루조우선과 종허선 미가입 전，안 열린의4호 프랫폼（2010년）
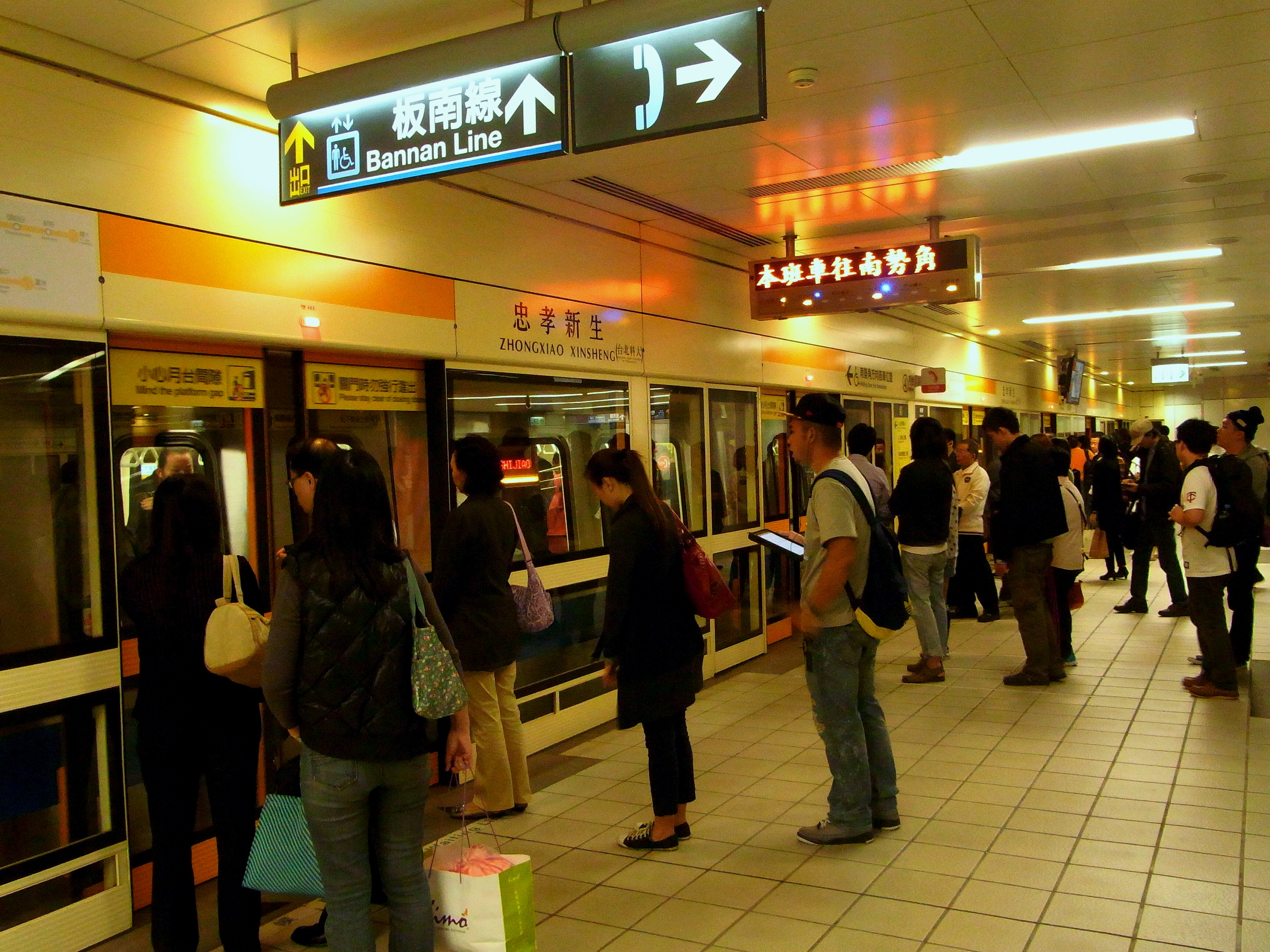
2012년 9월 30일후, 4호 프랫폼투입입니다.
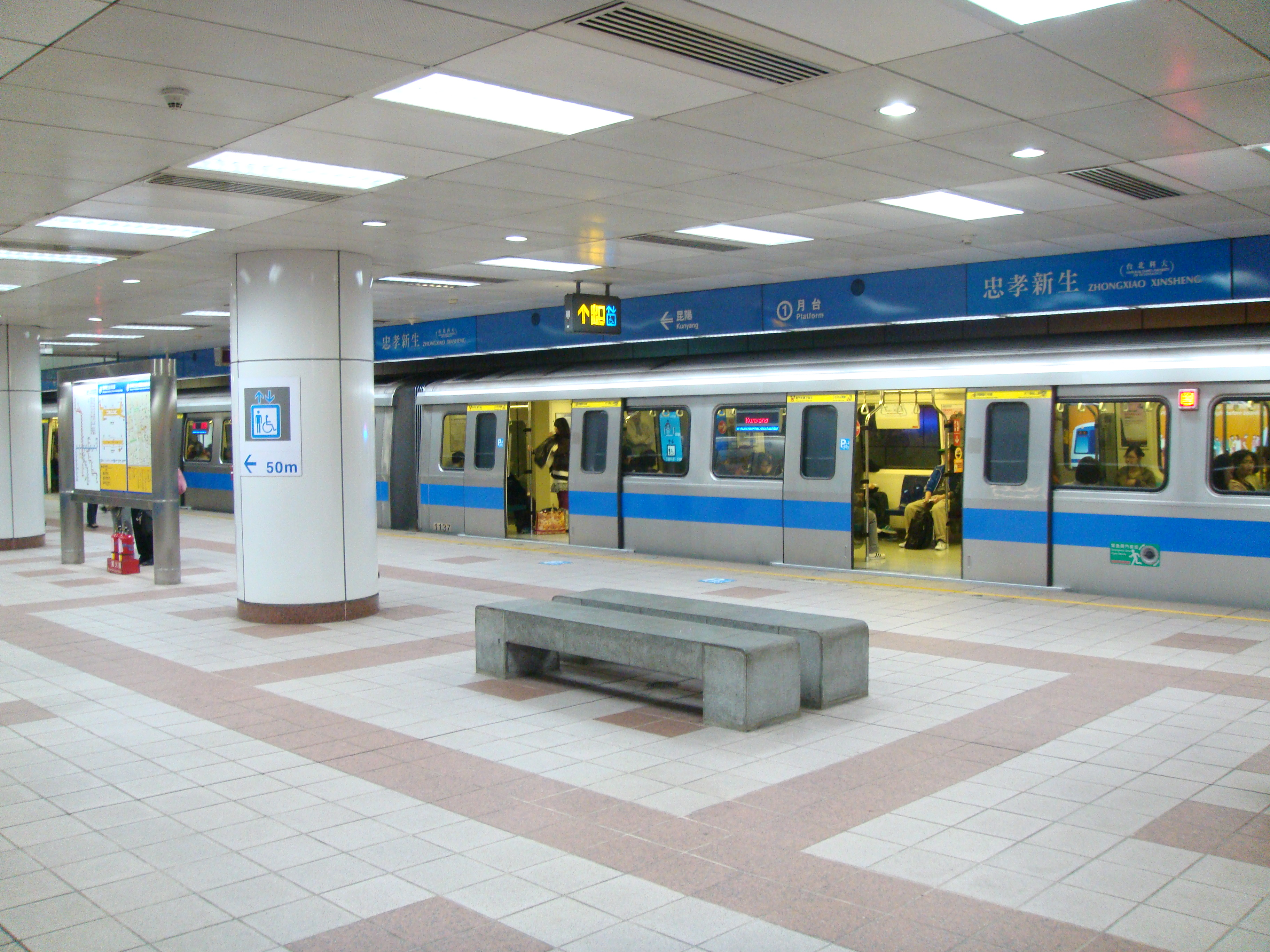
남선의 1호 프랫폼